# Filtre (photographie)
Pour les articles homonymes, voir Filtre.

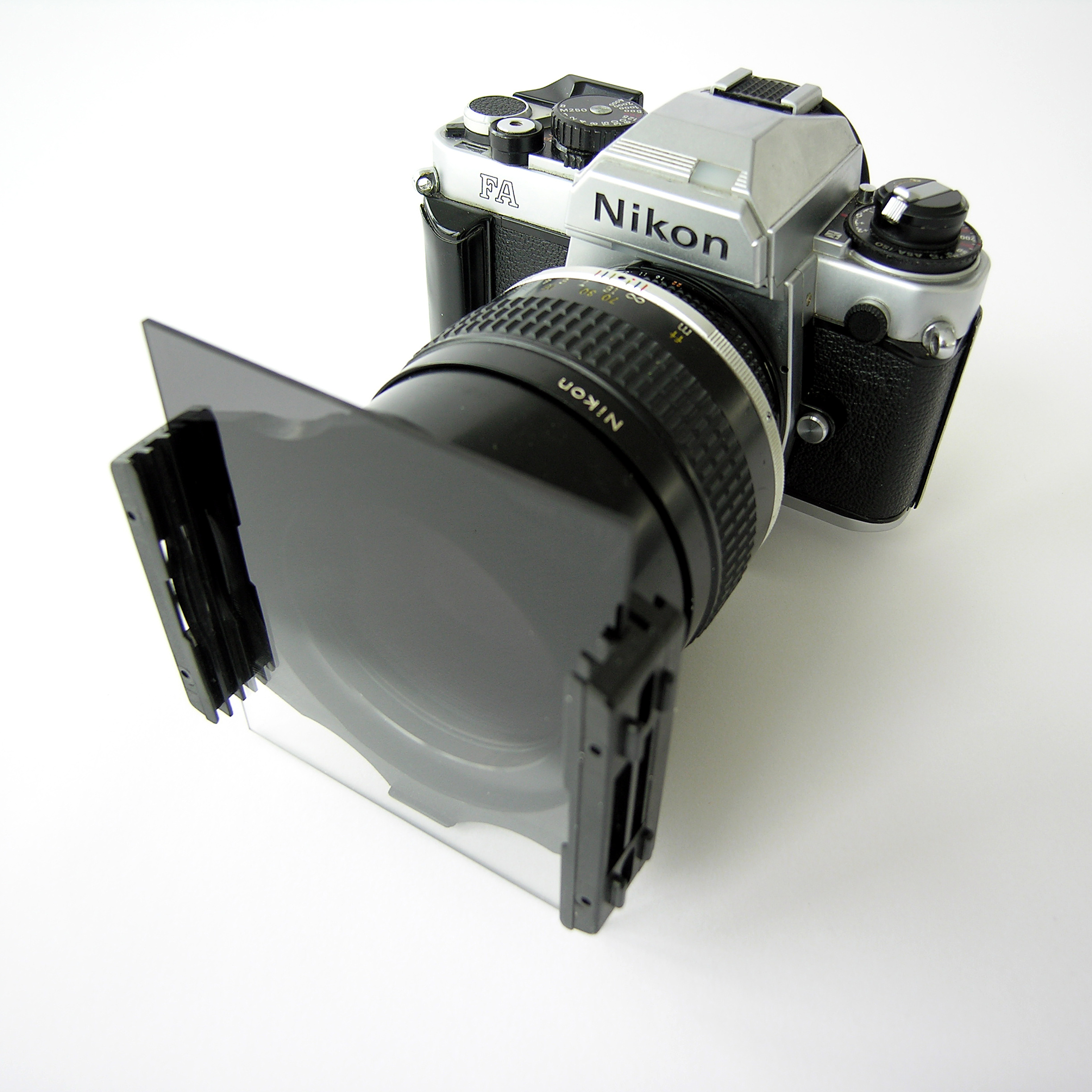
Porte-filtres monté sur une optique Nikkor

Les filtres utilisés en photographie ou en cinématographie permettent d'ajuster la température de couleur, de compenser l'exposition, de créer des effets optiques simples.
Depuis l'avènement de la prise de vues numérique, l'usage de filtres optiques a souvent laissé place à l'application de filtres virtuels à l'aide de logiciels de retouche et de traitement d'images.

## Supports
Une multitude de matériaux permettent la fabrication de filtres, : verre, résine, gélatine, acétate de cellulose, polyester, polycarbonate, etc. 
Les filtres destinés à être placés avant ou après l'objectif photographique sont généralement fabriqués en verre ou en gélatine. Les deux faces doivent être rigoureusement parallèles. Dans le premier cas, le verre est teinté dans la masse ou recouvert d'une couche de gélatine colorée. Dans le second cas, les colorants sont soit mélangés à la gélatine, soit déposés entre deux couches de gélatine. Les faces extérieures sont ensuite recouvertes d'une laque. Ces filtres présentent des qualités optiques similaires à celle du verre, mais leur coût est nettement moindre. Il existe d'autres combinaisons possibles telles qu'une couche de gélatine colorée déposée sur du verre ou intercalée entre deux couches de verre, etc.
Cependant, les filtres en gélatine ne supportent pas les températures trop élevées. Aussi, pour filtrer la lumière des sources de lumière artificielles, on utilise des filtres en acétate de cellulose, en polyester ou en polycarbonate, improprement nommées « gélatines », dont les propriétés optiques sont moins bonnes, ce qui a peu d'importance dans le domaine de l'éclairage. Le colorant peut être simplement déposé à la surface (surface coated), diffusé un peu plus en profondeur (deep dyed), ou encore dilué dans le support (body colored).

## Types

### Filtres de correction/conversion de la température de couleur

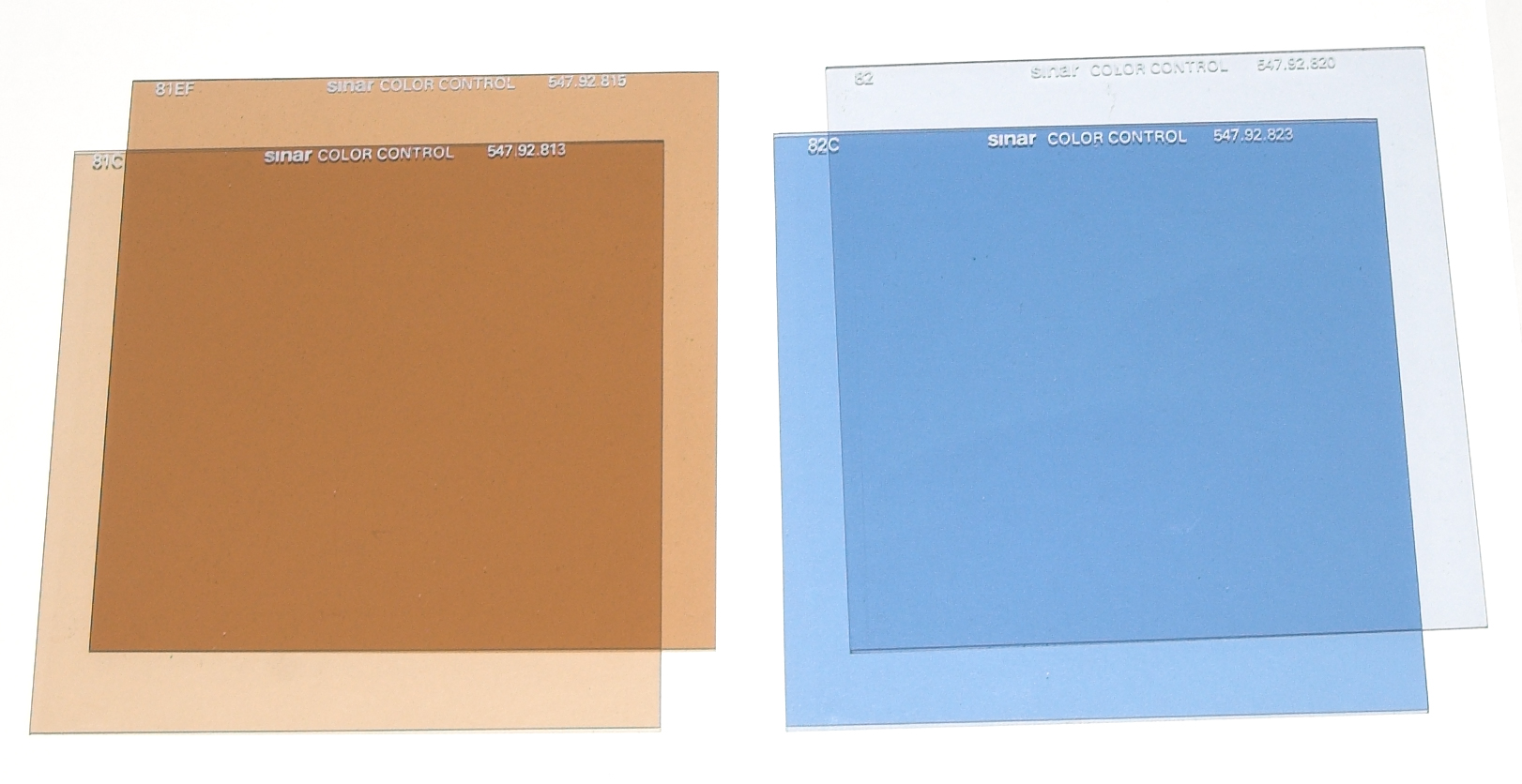
Filtres correcteurs Light Balancing : 81EF et 81C (ambré), 82 et 82C (bleu).

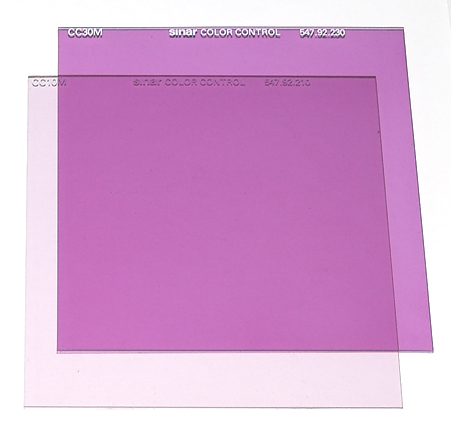
Deux filtres CC magenta : CC10M et CC30M.

Selon la nomenclature de Wratten (en) (du nom de l'inventeur britannique, Frederick Wratten (en) dont Eastman Kodak a acheté la société en 1912), les filtres sont séparés en trois catégories : 
- les filtres de conversion (conversion filters) ;
- les filtres de correction (LB, pour Light Balancing) ;
- les filtres de compensation (CC, pour Color Compensation).

Les deux premières catégories de filtres permettent de modifier la température de couleur de la lumière qui les traverse. La plupart des thermocolorimètres peuvent indiquer le filtre ou la combinaison de filtre à utiliser pour obtenir la température de sortie voulue. La correction apportée est couramment calculée en mired. 
- Pour la prise de vue argentique, ils permettent d'adapter la température de couleur de l'éclairage à la température de couleur d'équilibre de la pellicule. Le filtre Wratten 85B est le plus utilisé car il permet de passer de 5 500 K (température de couleur du jour) à 3 200 K (température de couleur d'équilibre des pellicules destinées à la captation studio), ce qui correspond à une correction de 131 mireds.

- En prise de vues numérique, la correction peut se faire, dans une certaine mesure, directement sur l'appareil lors du réglage de la balance des blancs ou en post-production. L'utilisation de filtres reste toutefois nécessaire lorsqu'on utilise simultanément des sources d'éclairage variées, ceci afin d'équilibrer les températures de couleur ; on peut ainsi filtrer aussi bien la lumière produite par des projecteurs, qu'une fenêtre entière apportant un éclairage naturel. Les termes « CTO » (Color Temperature Orange) et « CTB » (Color Temperature Blue) désignent ces filtres destinés à l'éclairage. Un filtre Full CTB permettra d'adapter un éclairage halogène (studio 3 200 K), plutôt jaunâtre, à lumière du jour (5 500 K), plutôt bleutée : il apporte une correction de -131 mireds et correspond à un filtre Wratten 80A.

Les filtres de compensation CC (Color Compensation) permettent de modifier subtilement la teinte globale de la lumière en favorisant les couleurs rouge, verte, bleu, cyan, magenta ou jaune en densités graduées de 05 à 50. Par exemple, CC10M correspond à un filtre magenta de densité optique globale égale à 0,1. Les filtres magenta et verts (parfois nommés « Minus Green » et « Plus Green ») peuvent être utilisés respectivement pour atténuer la dominante verdâtre de certains tubes fluorescents et la dominante magenta des diodes blanches bas de gamme.

### Filtres à densité neutre

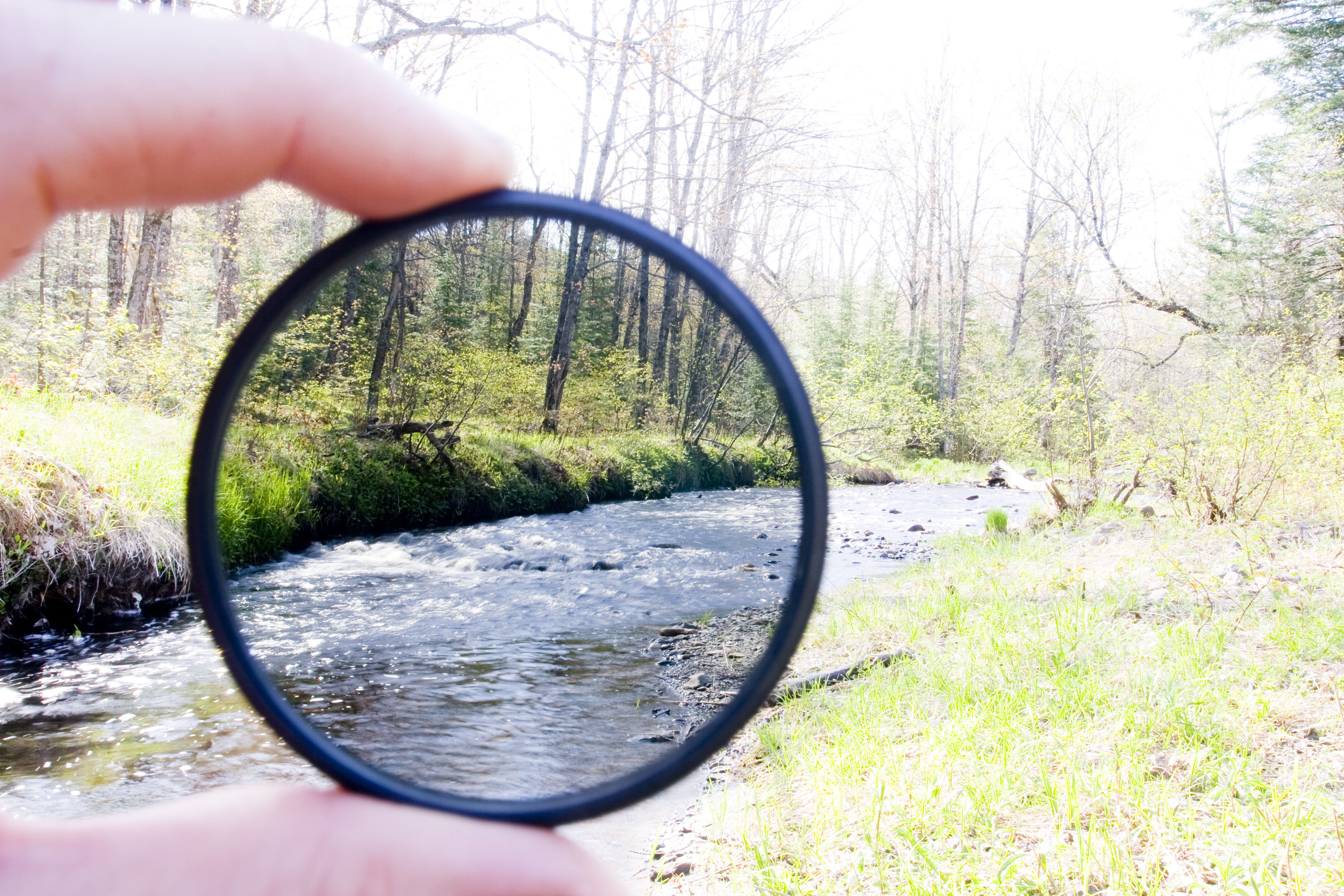
Un filtre de densité neutre.

Les filtres ND (pour « Neutral Density ») sont des filtres de densité neutre (gris) qui permettent de réduire la luminosité afin de pouvoir ouvrir le diaphragme de l'optique de la caméra dans un environnement très éclairé, ceci pour diminuer la profondeur de champ par exemple. Ils permettent dans d'autres cas au photographe d'augmenter le temps de pose sans modifier l'ouverture, pour obtenir des effets de « filé » par exemple (flou cinétique).
Il en existe de différentes densités optiques, chaque pas de 0,3 correspond à une réduction de moitié de la luminosité. 

### Filtre polarisant

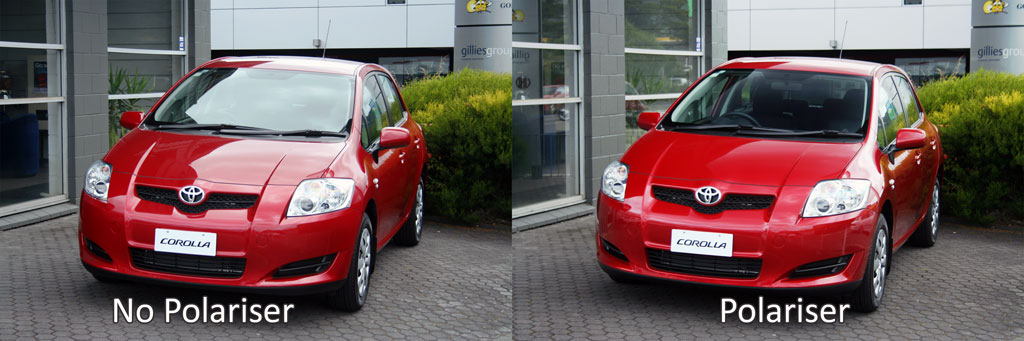
Effet d'un filtre polarisant.

Un filtre polarisant est un filtre monté sur une bague rotative permettant de modifier, voire éliminer les reflets indésirables. L'effet le plus visible est l'augmentation de la saturation des couleurs. Ils permettent également d'assombrir le bleu du ciel, la lumière diffusée par l'atmosphère étant partiellement polarisée.

### Filtres UV
Fréquemment montés sur les objectifs, lesquels sont déjà traités contre les UV, ils ne servent aujourd'hui qu'à protéger la lentille frontale de l'optique.

### Filtres «à effets»
On trouve des filtres à effet étoiles (dits « filtres étoiles » ou « filtres à étoile »), diffusants (dits « filtres de/à flou »), dégradés de couleurs ou de densité, à effet de prisme, de diffraction, etc.

Filtres à effets
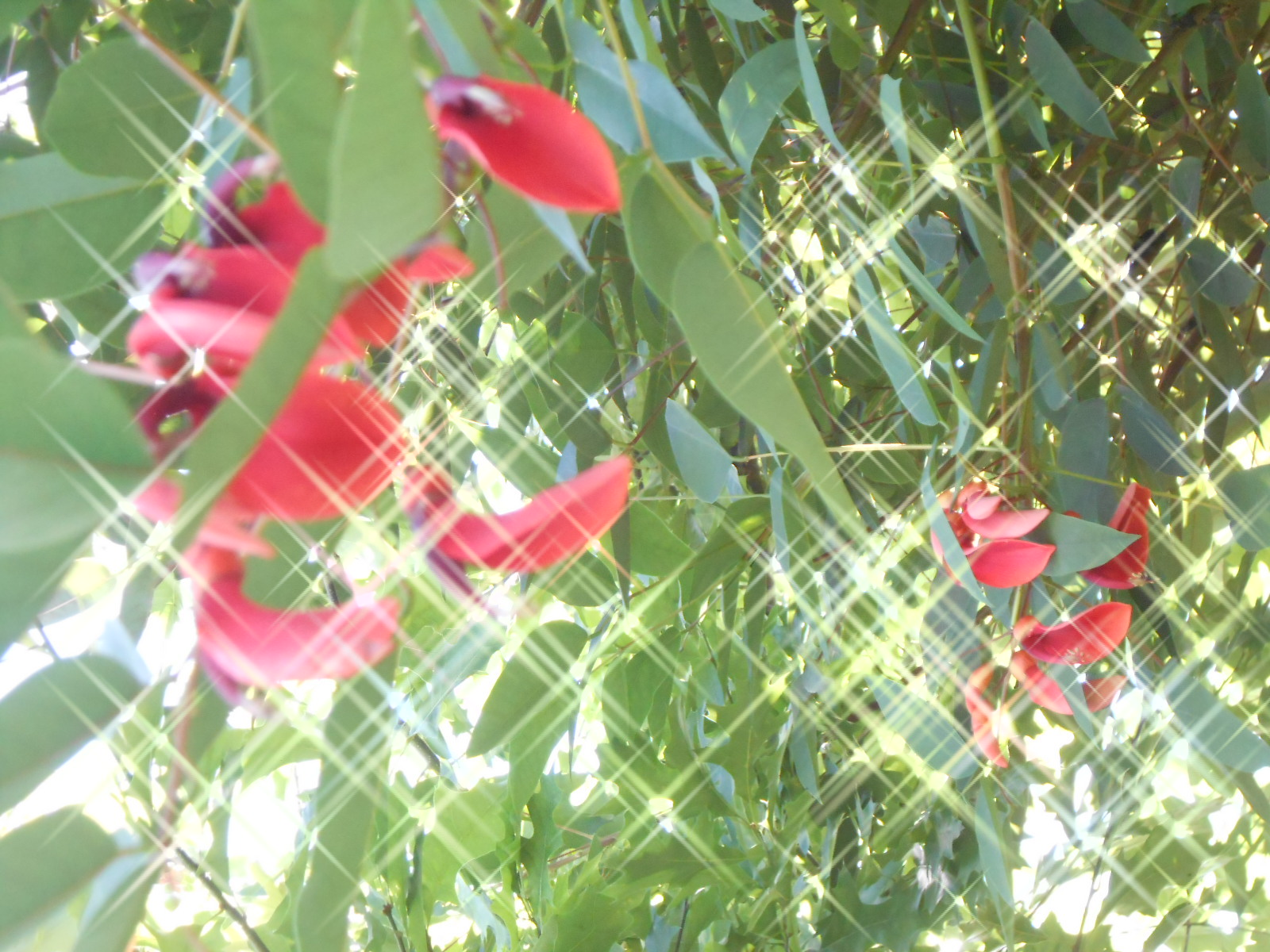
Effet d'un filtre à étoiles
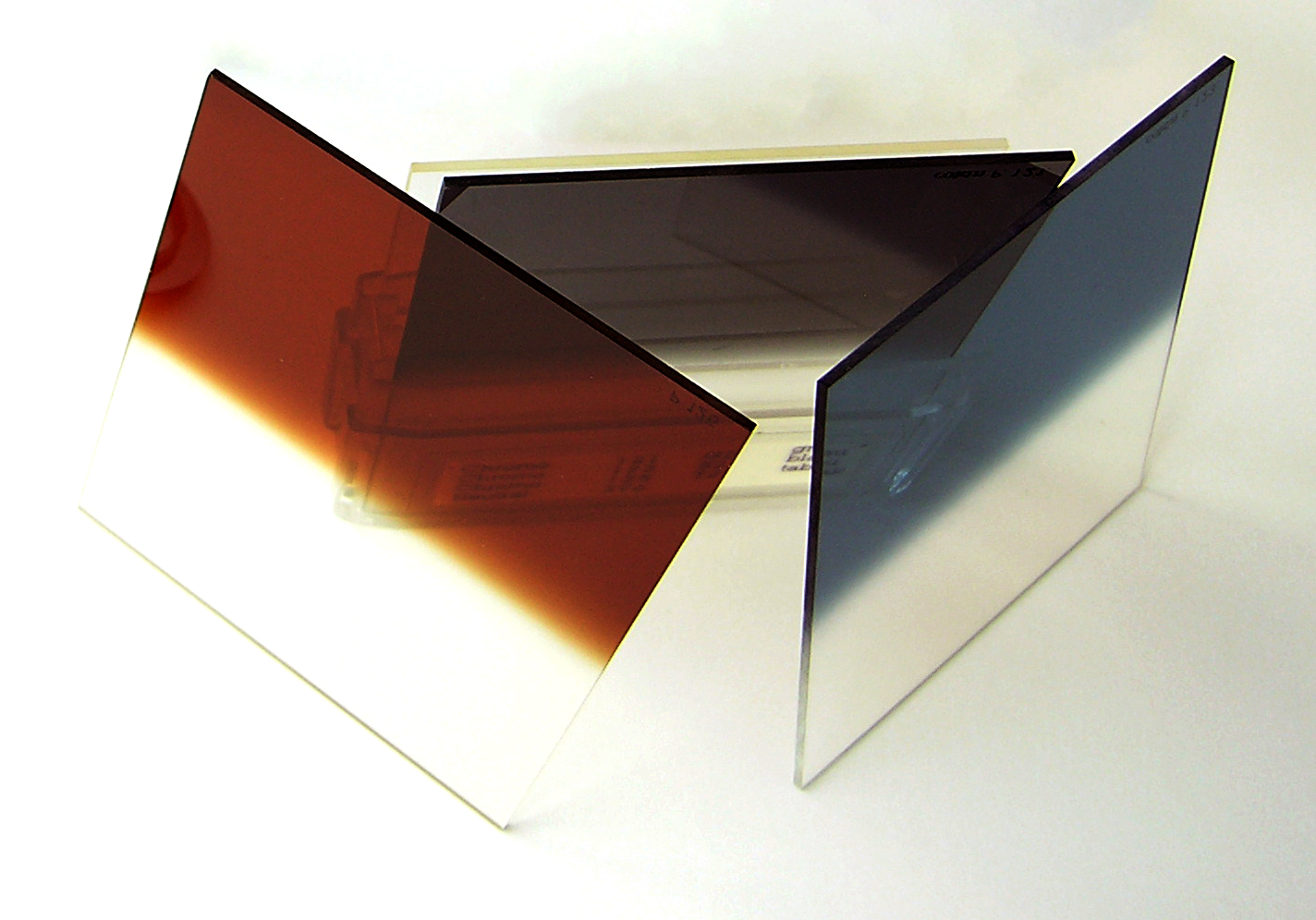
Plusieurs filtres Cokin dégradés
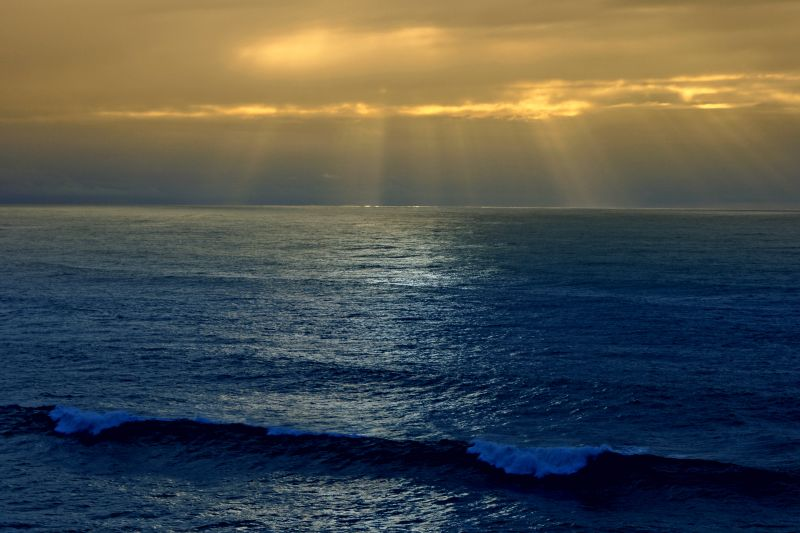
Effet d'un filtre à dégradé de couleur
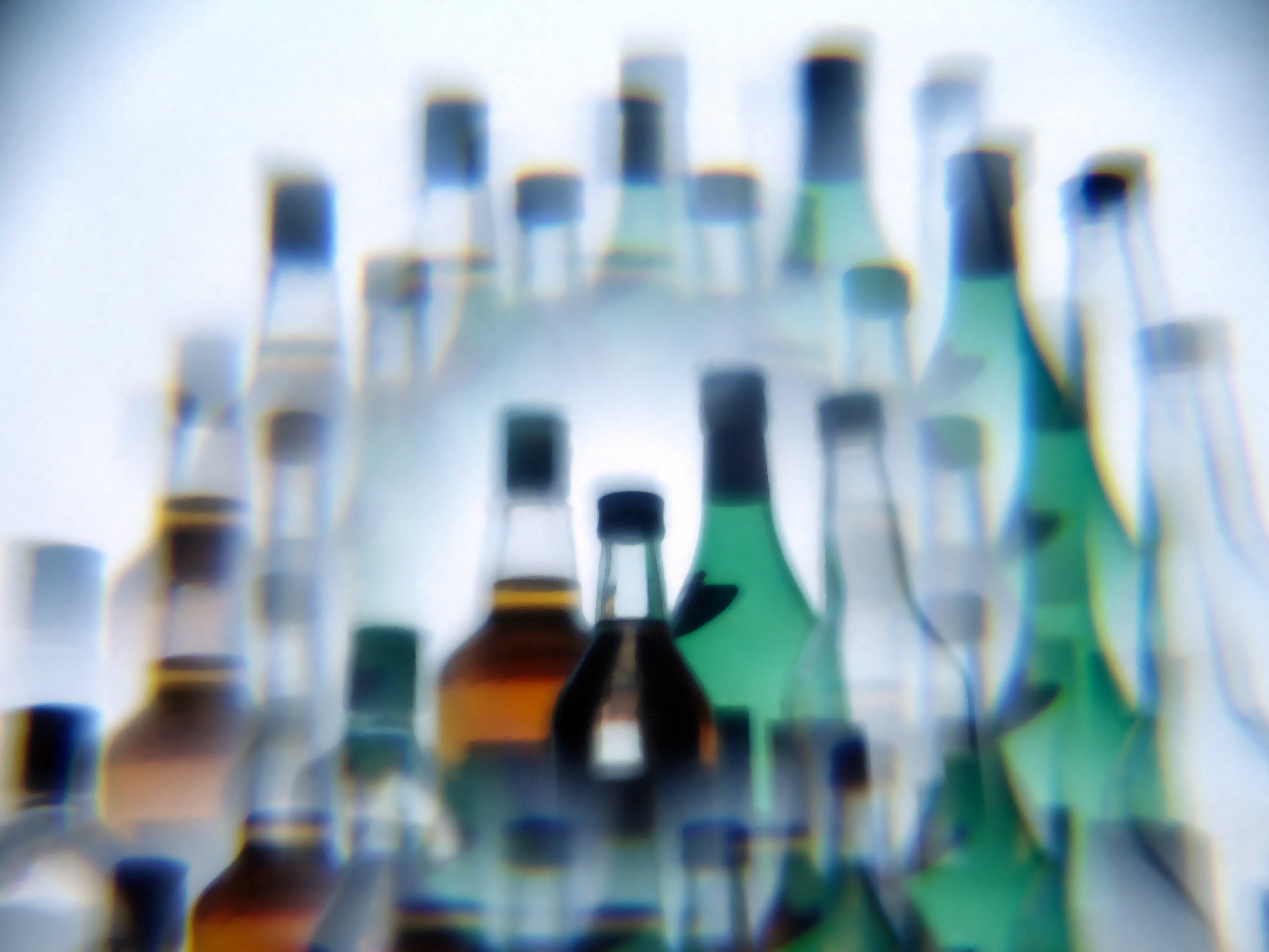
Effet de prisme
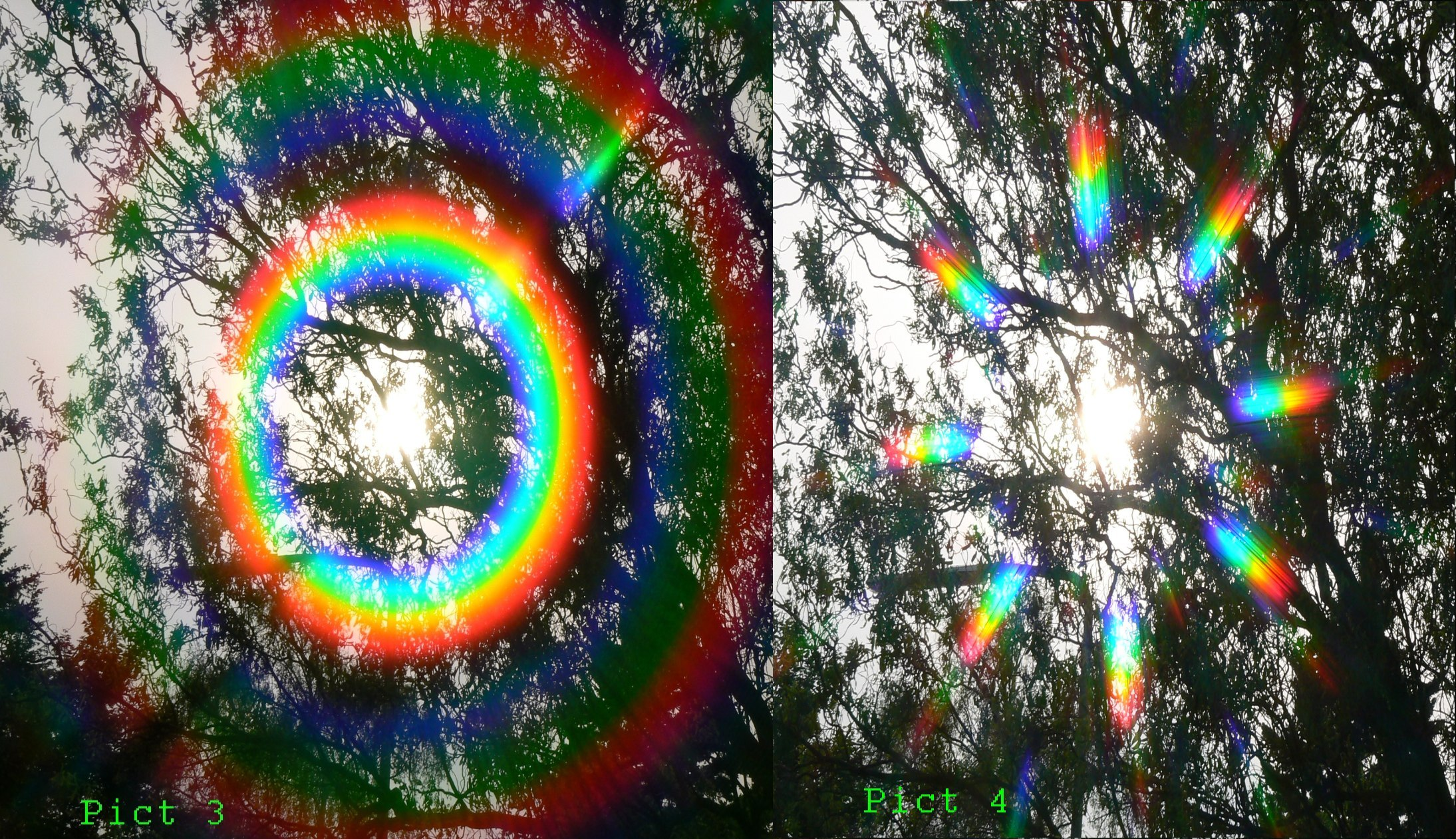
Effet de diffraction